# 马明方
马明方（1905年12月14日—1974年8月12日），曾用名马汝舟，号济民，男，陕西米脂人，中华人民共和国政治人物。1925年秋加入中国共产党；是红军时期陕北革命根据地的创始人和主要领导人之一，是中共第七届中央候补委员、第八届中央委员。中华人民共和国建国后，出任中共陕西省委书记，是首任陕西省人民政府主席；还曾担任中共中央副秘书长、组织部副部长、兼财贸部部长，中共中央东北局第三书记，第一、第二届全国人大常委会委员。
文革期间牵涉新疆马明方叛徒集团案，长期遭受迫害，于1974年8月12日逝世，享年69岁。

## 生平

### 早期活动
马明方1905年12月14日出生在陕西米脂县叶家岔村的一个农民家庭。1925年春，考入绥德省立第四师范学校，曾先后担任绥德师范中共党小组长、支部书记。而后，以教书为掩护，秘密发展和整顿中国共产党在陕北的势力；期间，还曾与马文瑞等领导了数万陕北农民参加“三抗”（抗粮、抗捐、抗税）“三要”（要土地、要饭吃、要自由）斗争。
1931年，马明方出任中共陕北特委代理书记；1934年至1937年，任中共陕北省委书记，并在1935年1月25日陕北召开的第一次工农代表大会上，当选陕北省苏维埃政府主席。他和刘志丹、习仲勋等陕北早期中共领袖，领导展开游击战争，推行创建革命根据地的策略和方针，为当时的中国共产党保留下了最后一个政权，也为红军长征提供了最终的“落脚点”。

### 战争时期
抗日战争爆发后，马明方先后担任陕甘宁边区政府主席团委员兼内政部代部长、民政厅厅长等职。由于疾病困扰，马明方于1938年赴苏联学习、治病疗养。1941年在回国途经新疆时，被中央任命为驻迪化八路军办事处负责人。1942年，由于苏联的介入，新疆爆发暴乱，军阀盛世才与苏联和中共决裂，向国民党靠拢；马明方等120多名共产党员和亲共人士被捕入狱。1946年7月11日，在周恩来、张治中等人的协调下才获释出狱。回到延安后，马明方历任中共中央西北局副书记兼中共晋南工委书记，西北人民革命大学校长，西北局后方工作委员会书记等职。

### 建国后
中华人民共和国成立后，马明方出任中共陕西省委书记、陕西省人民政府主席，中共中央西北局第三书记、西北行政委员会副主席、西北军区副政委等职。1954年8月，调入中央工作，任中共中央副秘书长、兼中组部副部长，协助中央秘书长兼中组部部长邓小平的工作；1956年1月起，还兼任中央财政贸易工作部部长；1960年调任东北工作，任中共中央东北局第三书记。

### 文革
文化大革命开始后，马明方在新疆马明方叛徒集团案中被指控。1967年，以所谓“新疆马明方叛徒集团”头目，被押解到北京，并长期秘密关押。1974年8月13日，被迫害致死，终年69岁。

## 身后
1975年7月31日，中共中央办公厅曾下发文件称：“毛主席、党中央已经批准对‘新疆马明方案’予以平反”，“马明方等绝大多数同志在敌人监狱里表现很好，没有自首叛变”。1979年12月29日，中共中央为马明方举行追悼会，肯定了他所做的重要贡献。1980年6月24日，中共中央以中发（1980）65号文件，批准了中组部和解放军总政治部联合提出的《关于为“新疆马明方案”平反报告》，为马明方等人彻底平反。